# Pirobelonite
La pirobelonite è un minerale appartenente al gruppo dell'adelite-descloizite.